# Conacul Meleghi
Conacul Meleghi (uneori Melega) este un monument de arhitectură de importanță națională din satul Temeleuți, raionul Florești (Republica Moldova), construit la începutul secolului al XX-lea d.C.. 
Intact a mai rămas parcul vilei, conacul și alte acareturi nu s-au păstrat, cu excepția doar a unei anexe, în care se afla odaia pentru oaspeți, bucătăria și beciul. Parcul de 3,8 ha, cunoscut ca parcul din Temeleuți, este protejat de stat, incluzând numeroase soiuri de arbori și arbuști din țările europene, din America și Canada, precum și din zona Caucazului.

## Vezi și
- Lista conacelor din Republica Moldova